# خیرآباد (خواف)
خیرآباد، روستایی است از توابع بخش سلامی و در شهرستان خواف استان خراسان رضوی ایران.

## جمعیت
این روستا در دهستان بالاخواف قرار داشته و بر اساس سرشماری سال ۱۳۸۵ جمعیت آن (۲۴۵خانوار) ۱٬۰۹۴نفر
بوده است.